# Toyota TS010
Der Toyota TS010 war ein Prototyp, der 1991 von Toyota für Sportwagenrennen entwickelt wurde.

## Entwicklungsgeschichte und Technik
Als der TS010 konstruiert wurde, hatte Toyota bereits einige Jahre im Rennsportwagenbau hinter sich. Mit dem Toyota 90C-V hatten 1990 Geoff Lees, Hitoshi Ogawa und Masanori Sekiya beim 24-Stunden-Rennen von Le Mans den sechsten Platz in der Gesamtwertung erreicht. Als die FIA für 1992 ein neues technisches Reglement für die Rennen der Sportwagen-Weltmeisterschaft beschloss, war Toyota der letzte Automobilhersteller, der ein Rennfahrzeug für dieses neue Rennkonzept baute. Unter dem Einfluss des Formel-1-Veranstalters Bernie Ecclestone wollte die FIA die Automobil-Hersteller Toyota, Mercedes-Benz, Peugeot, Jaguar und Porsche zum Umstieg von der Sportwagen-Weltmeisterschaft in die Formel 1 bewegen. Dass dies zum Ende der großen Sportwagenrennen führen würde, wurde in Kauf genommen. Das neue technische Reglement entsprach daher fast den Regularien der Formel 1. Kritiker bezeichneten die neuen Prototypen als Formel-1-Fahrzeuge mit Karosserie. Toyota-Werksfahrer Andy Wallace war bei Testfahrten mit dem TS010 Ende 1991 auf dem Autodromo Nazionale Monza schneller als Ayrton Senna mit dem McLaren MP4/6 beim Großen Preis von Italien 1991. Andy Wallace berichtete nach den Testfahrten, dass der Anpressdruck in den hohen Gängen enorm war.
Bei der Entwicklung des TS010 ging Toyota andere Wege als bei früheren Prototypen. Bisher hatten immer japanische Techniker die Wagen konstruiert, für den Bau des TS010 wurde jedoch der Brite Tony Southgate verpflichtet. Southgate hatte große Erfahrung beim Bau von Formel-1-Rennwagen gesammelt und in den letzten Jahren die Jaguar XJR-Prototypen entwickelt. Toyota baute einen neuen 3,5-Liter-V10-Motor und holte sich dabei Inspiration von den Renault- und Ferrari-Formel-1-Motoren. Wie diese Triebwerke hatte das Toyota-Aggregat fünf Ventile pro Zylinder und einen Neigungswinkel von 72 Grad.
Southgate baute ein Auto am Gewichtslimit von 750 kg, was bei einem fast 700 PS starken Motor eine spezifische Leistung von 0,8 PS pro 1 kg ergab. Das Monocoque war aus Kohlenstofffaser und die Hinterräder zur Verbesserung der Aerodynamik durch Abdeckungen verkleidet. Die g-Kraft war in schnellen Kurven mit 5 g sehr hoch.

## Renngeschichte

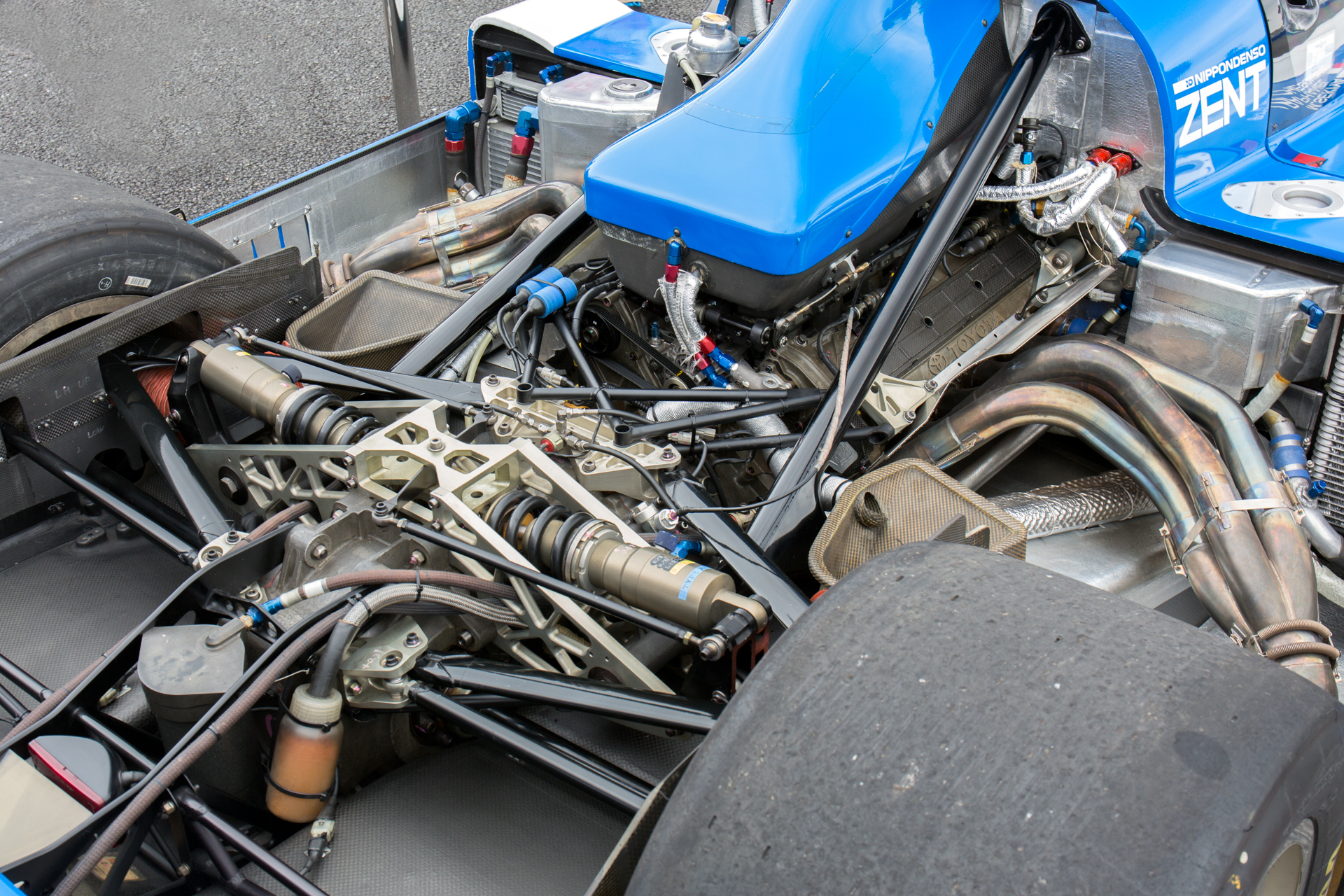
Der neu entwickelte V10-Motor im Toyota TS010

Sein Renndebüt gab der TS010 beim 430-km-Rennen von Autopolis 1991. Das Rennen war der achte Wertungslauf und die Abschlussveranstaltung der Sportwagen-Weltmeisterschaft 1991. Das Rennen war insofern gut gewählt, da die Weltmeisterschaft zwar längst entschieden war, mit den Werksteams von Jaguar, Peugeot, Sauber und Mazdaspeed aber die wichtigsten Gruppe-C-Teams am Start waren. Dazu kamen die Kunden-Porsche 962. Diese starke Konkurrenz machte es Toyota möglich, einen ersten Vergleich mit dem eigenen Prototyp zu ziehen. Gefahren wurde der Wagen von den beiden routinierten britischen Sportwagenpiloten Geoff Lees und Andy Wallace. Nach dem Rennen folgte Ernüchterung. Es wurde offensichtlich, dass gegenüber den wichtigsten Konkurrenten noch erheblich Entwicklungsarbeit zu leisten war. Geoff Lees und Andy Wallace erreichten zwar den sechsten Rang in der Gesamtwertung, hatten im Ziel aber schon drei Runden Rückstand auf den Mercedes-Benz C291 von Michael Schumacher und Karl Wendlinger. Auch Jaguar und Peugeot platzierten ihre Werkswagen vor dem Toyota. Hinter sich lassen konnte man die beiden Mazda 787B und einige Porsche 962.

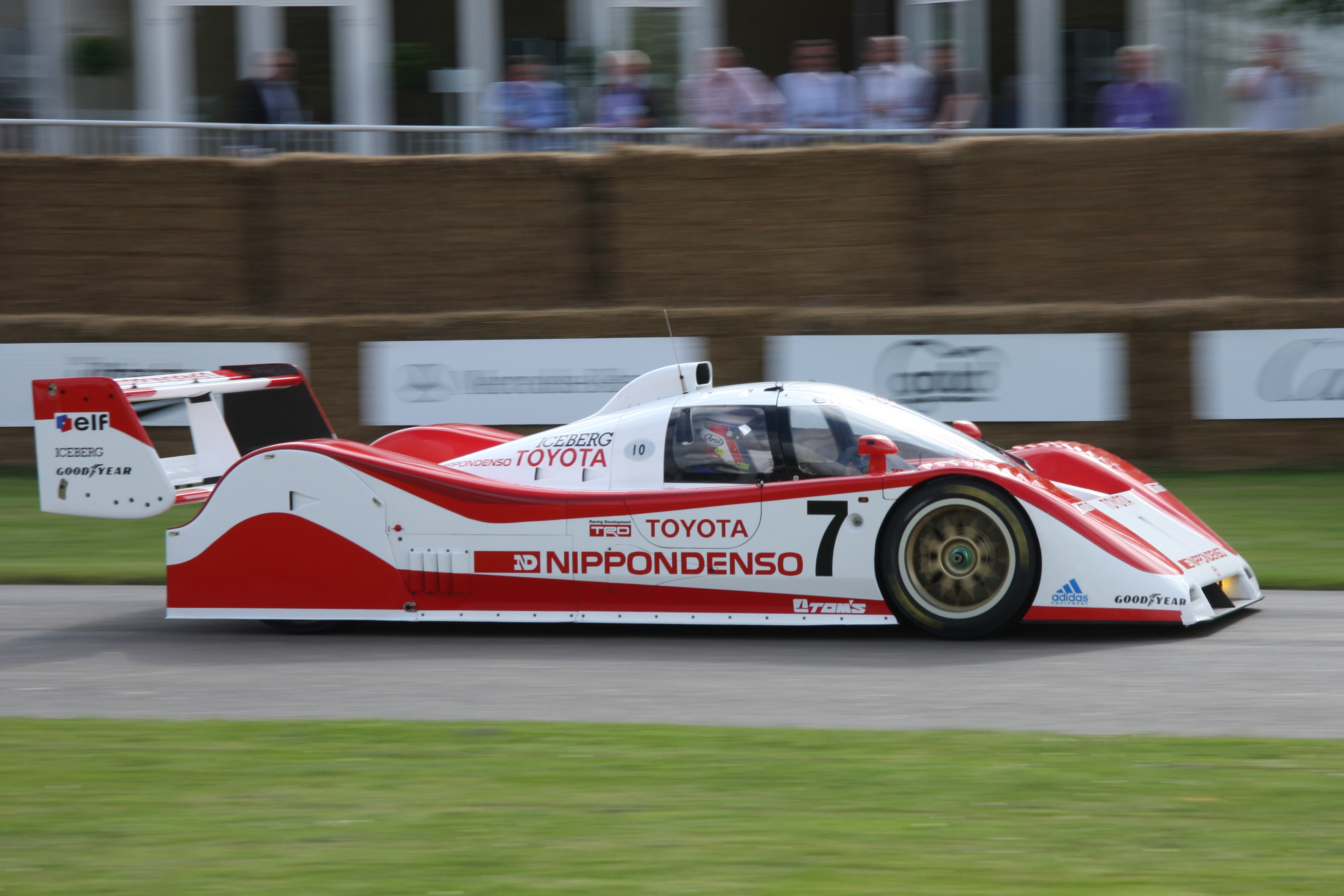
Der Toyota TS010 mit der Startnummer 7, Siegerwagen des 500-km-Rennens von Monza
1992

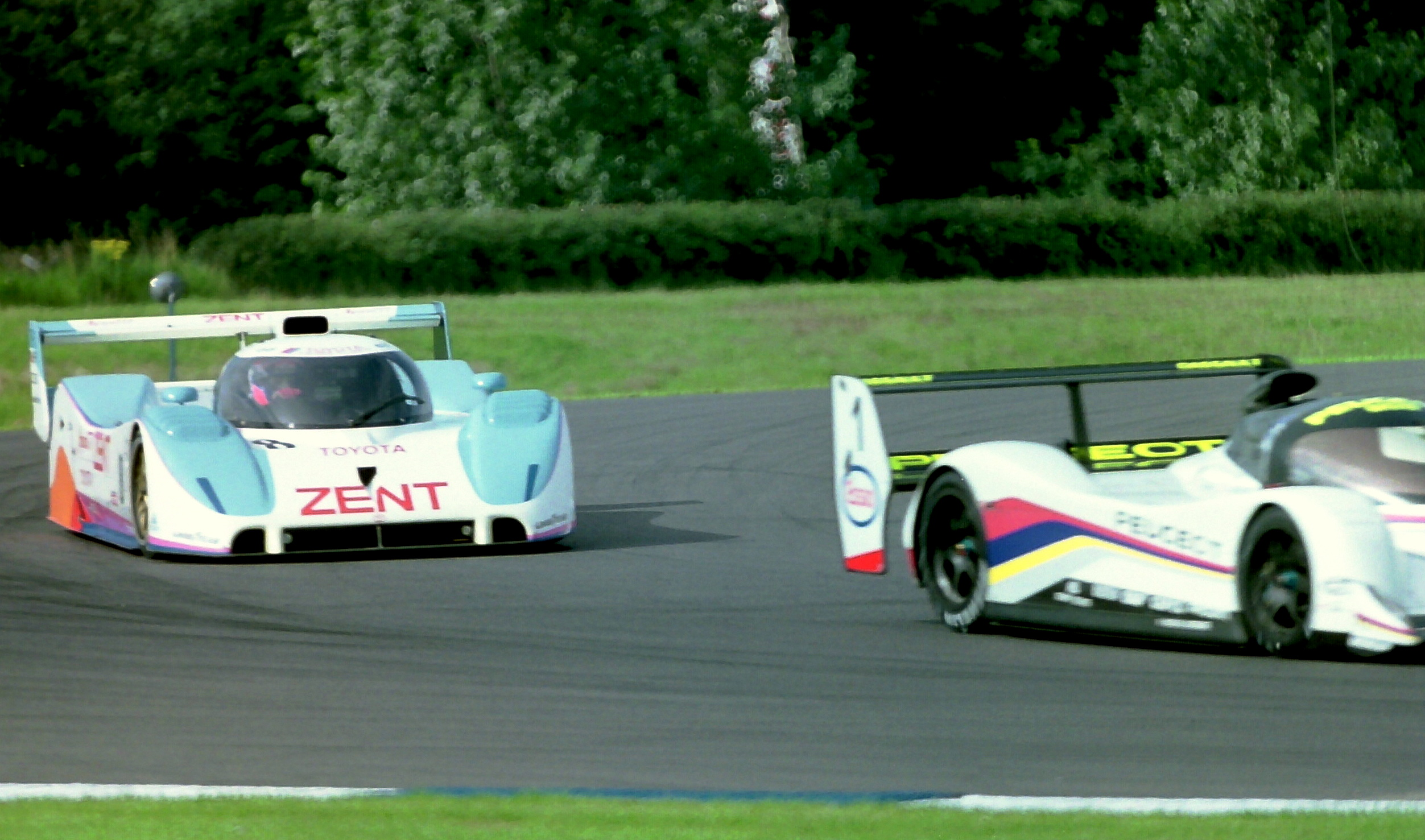
Der Toyota TS010 von Andy Wallace und Jan Lammers beim 500-km-Rennen von Donington 1992

Beim ersten Rennen der Sportwagen-Weltmeisterschaft 1992 folgte nach ausgiebigen Testfahrten der erste Rennsieg. Jaguar und Sauber hatten ihre Sportwagenprogramme beendet. Jaguar hatte sich komplett aus dem Motorsport zurückgezogen und Sauber bereitete den Einstieg in die Formel-1-Weltmeisterschaft 1993 vor. Als Gegner blieben Peugeot mit einer weiteren Entwicklungsstufe des Peugeot 905 und Mazdaspeed. Beim 500-km-Rennen von Monza siegten Geoff Lees und der Japaner Hitoshi Ogawa vor dem Peugeot von Derek Warwick und Yannick Dalmas. Allerdings kamen bei diesem Rennen nur zwei Fahrzeuge in die Wertung. Der zweite TS010, gefahren von Jan Lammers und Andy Wallace, fiel nach einem Unfall aus. Wie nahe die Gruppe-C-Fahrzeuge in der Geschwindigkeit schon an die Formel-1-Monoposto herangekommen waren, konnte man dem Umstand entnehmen, dass die von Derek Warwick gefahrene Pole-Position-Zeit mit 1.26,019 Minuten schneller war als die schnellste Rennrunde von Nigel Mansell im Williams FW14B beim Großen Preis von Italien im Spätsommer des Jahres. Mansell fuhr eine Zeit von 1.26,119 Minuten. In der Qualifikation des Großen Preis von Italien fuhr Mansell zwar eine deutlich schnellere Zeit von 1.22,221 Minuten, jedoch hätte Warwick's Zeit gereicht, um sich für den 23. Startplatz im F1-Feld zu qualifizieren!
Beim zweiten Saisonrennen, dem 500-km-Rennen von Silverstone, gab es für beide gemeldete Werkswagen keine Zielankunft. Der Wagen von Jan Lammers und Andy Wallace hatte bereits nach neun Runden einen Motorschaden, und das Fahrzeug von Geoff Lees und Hitoshi Ogawa stoppte nach 55 Runden ein Schaden an der Elektrik.
Höhepunkt der Saison war das 24-Stunden-Rennen von Le Mans, wo Toyota mit drei Fahrzeugen am Start war. Den Wagen mit der Startnummer 7 fuhren Geoff Lees, David Brabham und Ukyō Katayama. Im TS010 mit der Nummer 8 saß neben Jan Lammers und Andy Wallace der Italiener Teo Fabi. Den dritten Wagen mit der Nummer 9 fuhren Pierre-Henri Raphanel, Kenny Acheson und Masanori Sekiya. Während die Nummer 7 mit Motorschaden ausfiel und der Wagen mit der Nummer 8 nach einigen ungeplanten Boxenstopps an achter Stelle der Gesamtwertung ins Ziel kam, erreichte der Wagen mit der Nummer 9 den zweiten Gesamtrang, geschlagen nur vom Peugeot 905 von Derek Warwick, Yannick Dalmas und Mark Blundell.
Es folgten ein dritter Platz beim 500-km-Rennen von Donington und ein zweiter Gesamtrang beim 1000-km-Rennen von Suzuka. Den zweiten Saisonsieg gab es beim 1000-km-Rennen von Fuji, einem Rennen der japanischen Sportwagen-Meisterschaft. Beim bisher letzten Rennen der Sportwagen-Weltmeisterschaft, dem 500-km-Rennen von Magny-Cours, belegten Geoff Lees und Jan Lammers den dritten Rang. Andy Wallace und David Brabham wurden Vierte.
Nach dem Ende der Sportwagen-Weltmeisterschaft beschränkte sich 1993 das Engagement auf das 24-Stunden-Rennen von Le Mans. Wieder waren drei Werkswagen am Start. Den Wagen mit der Nummer 36 pilotierten Eddie Irvine, Toshio Suzuki und Masanori Sekiya an die vierte Stelle der Gesamtwertung. Der Wagen von Pierre-Henri Raphanel, Andy Wallace und Kenny Acheson fiel mit Getriebeschaden aus und Geoff Lees, Jan Lammers und Juan Manuel Fangio II klassierten sich an der achten Position der Endwertung. Mit diesem Rennen endete das TS010-Projekt.